# سلام نيكولسبورغ

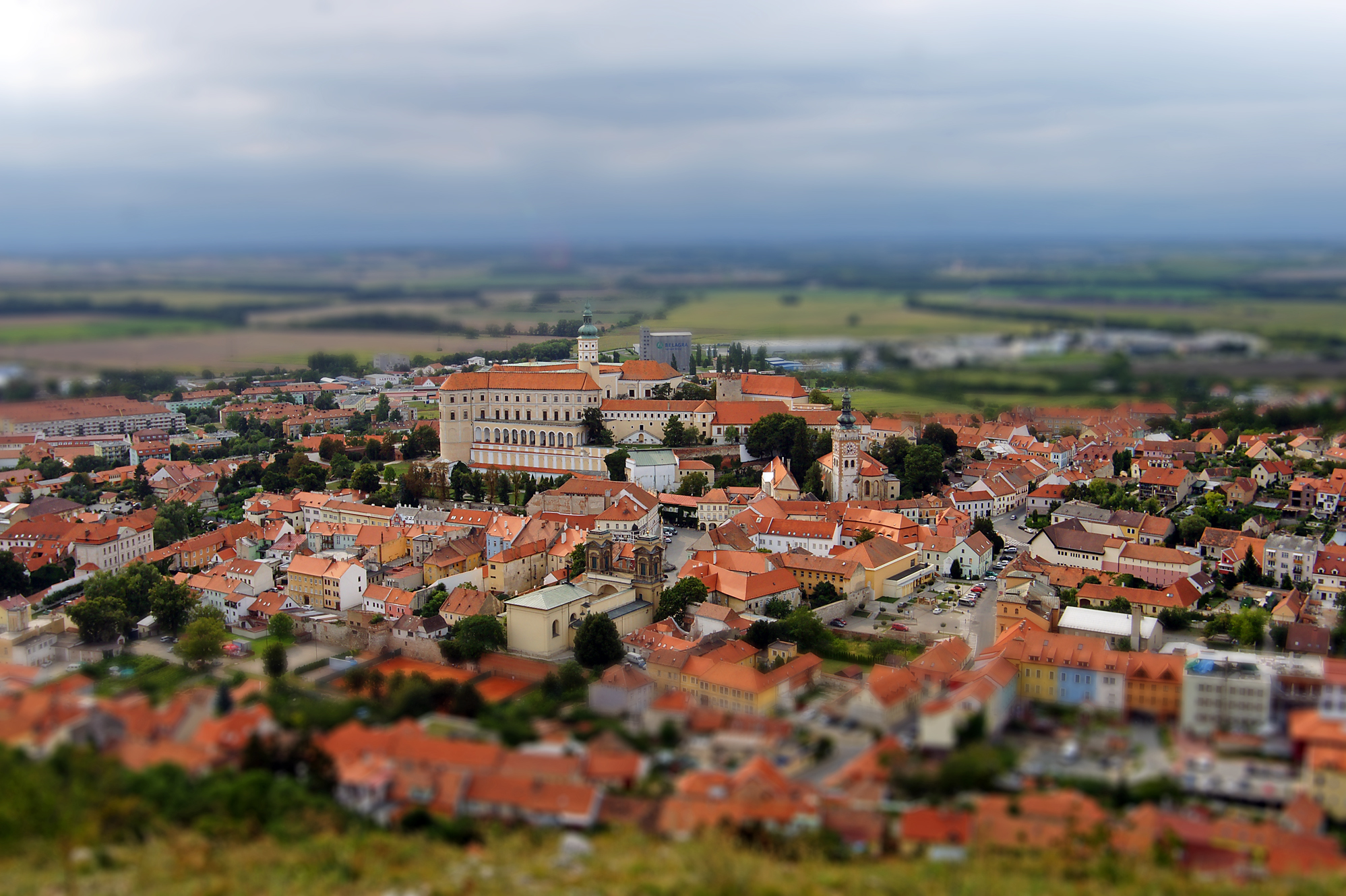

سلام نیكولسبرغ أو سلام میكولوف الموقع في 31 دیسمبر 1621 في نیكولسبرغ، مورافیا (الآن میكولوف في الجمهوریة التشیكیة)، هي المعاهدة التي أنهت الحرب بین الأمیر غابرییل بیثلین من ترانسیلفانیا والإمبراطور فردیناند الثاني من الإمبراطوریة الرومانیة المقدسة وكان نیكولاس استیرهازي دي غالانتا أحد كبار المفاوضین في المعاهدة.

## التاريخ
انتهازا لانشغال فردیناند بالثورة البوهیمیة في بدایة حرب الثلاثین عاماً؛ غزت بیثلین المجر الملكیة في 1618 وأحكمت سيطرتها بالكامل عليها حتى 1620م. وعلى الرغم من أنه تمت تسویة السلام في ینایر 1620 بإعطاء بیثلین 13 مقاطعة في المجر الملكیة الشرقیة؛ استأنف الأمیر الحرب في سبتمبر.
وهزیمة فردیناند للبوهیمیین في معركة الجبل الأبیض في نوفمبر سمحت له بتركیز قواته على بیثلین، وقد استعاد معظم المجر الملكیة في 1621، ولأن بیثلن لم یوزع الممتلكات الواقعة تحت إشراف الإمبراطور الكاثولیكیة إلى إشراف البروتستانت مثلما وعد فقد قاموا بإلغاء دعمهم له. ونتيجة لهذه النكسات فضلا عن افتقار بیثلین إلى الدعم من الإمبراطوریة العثمانیة؛ دفعت إلى السعي للحصول على شروط في نیكولبورغ، وفي مقابل تخلي بیثلین عن أي ادعاءات بعرش ملكة هنغاریا، وافق فردیناند على مراعاة شروط معاهدة فیینا في 1606 التي منحت الحریة الكاملة للعبادة للبروتستانت في ترانسیلفانیا واتفقت على استدعاء من حمیة العام في غضون ستة أشهر.